# Edda Köchl-König
Edda Köchl-König (* 28. Februar 1942 in Wien; † 12. September 2015 in Berlin) war eine deutsche Schauspielerin und Illustratorin.

## Leben
Ihre schauspielerische Karriere begann Edda Köchl-König als Darstellerin in den Frühwerken von Wim Wenders, mit dem sie von 1968 bis 1974 verheiratet war. Köchl-König arbeitete zudem als Illustratorin, unter anderem für die Jugendzeitschrift twen und die britische Times sowie von zahlreichen Elternratgebern, Kinder- und Bilderbüchern (siehe Bibliografie).
Ende der 1960er Jahre lebte Köchl-König unter anderem mit Fritz Teufel und dem österreichischen Wortsetzer Günter Rupp in München in einer Kommune; Ulrich Enzensberger zufolge handelte es sich dabei um die sogenannte „Gröbenzeller Kommune“. Im Sommer 1969 fuhr sie mit ihrem damaligen Ehemann Wim Wenders nach Italien und hielt sich einige Zeit zusammen mit einer Gruppe von Architekturstudenten namens „Uccelli“ (Italienisch „die Vögel“) sowie Dieter Kunzelmann, Ina Siepmann, Fritz Teufel, seiner Freundin Inga Möller, Tommy Weisbecker, Georg von Rauch und Heinz-Georg Vogler in Mailand und Rom auf. Während dieser Zeit wurde die Gruppe mit Geld und Kunstwerken unterstützt, unter anderem von dem Filmregisseur Marco Ferreri, dem Maler Piero Dorazio, Sergio Corbucci, Carlo Levi und Roberto Matta.
Später heiratete sie den deutschen Kunstprofessor und Kurator Kasper König, mit dem sie zunächst in Köln lebte und später in Frankfurt. Sie haben einen gemeinsamen Sohn, den in Köln geborenen und heute in Berlin arbeitenden Galeristen Johann König.

## Filmografie
- 1968: Candy Man
- 1970: Dark Spring
- 1970: Summer in the City
- 1972:[11] Die Angst des Tormanns beim Elfmeter
- 1972:[12] Liebe, so schön wie Liebe (als Eda Köchel)
- 1974:[13] Alice in den Städten
- 1979: Beschreibung einer Insel
- 1983: System ohne Schatten
- 2007: Von einem der auszog – Wim Wenders’ frühe Jahre (Dokumentarfilm)[14][15]
- 2010: Das rote Zimmer
- 2011: Die Sterntaler

## Bibliografie (als Illustratorin)
- Nina Andres und Edda Köchl-König (Ill.): Dein Babytagebuch. Bassermann, München 2013, ISBN 978-3-8094-3094-0.
- Eva Meinerts und Edda Köchl (Ill.): Das Großelternbuch. Ideen, Tipps und Anregungen für fröhliche Stunden mit dem Enkelkind. Bassermann, München 2012, ISBN 978-3-8094-2977-7.
- Cornelia Nitsch und Edda Köchl (Ill.): Hoppe, hoppe, Kniereiter. Kinderreime und Wiegeverse zum Vorlesen und Mitmachen. 1. Auflage. Goldmann, München 2011, ISBN 978-3-442-17251-1.
- Cornelia Nitsch und Edda Köchl-König (Ill.): Mein Babytagebuch. Erinnerungen an mein erstes Jahr. 2. Auflage. Bassermann, München 2008, ISBN 978-3-8094-2272-3.
- Cornelia Nitsch und Edda Köchl (Ill.): Das große Buch der Kinderreime. Über 400 klassische und neue Verse zum Vorlesen und Mitmachen. 4. Auflage. Bassermann, München 2008, ISBN 978-3-8094-2222-8.
- Christine Stecher und Edda Köchl-König (Ill.): Das kleine Buch der Feen und Elfen. 2. Auflage. Goldmann, München 2005, ISBN 3-442-16735-3.
- Cornelia Nitsch und Edda Köchl (Ill.): Lirum, Larum, Fingerspiel. Klassische und neue Kinderreime zum Vorlesen, Vortragen und Mitmachen. Mosaik, München 2000, ISBN 3-576-10351-1.
- Cornelia Nitsch und Edda Köchl (Ill.): Beide Hände reich ich dir. Die schönsten Familien-Rituale. Mit vertrauten Sachen Kindern Halt und Geborgenheit geben. Mosaik, München 1997, ISBN 3-576-10751-7.
- Waltraud Borries, Eva Tauschek, Edda Köchl (Ill.) et al.: Mimi die Lesemaus. Ausgabe B. 2. Auflage. Oldenbourg, München 1997, ISBN 3-486-80102-3.
- Cornelia Nitsch und Edda Köchl (Ill.): Heile, heile, Pusteverse. Klassische und neue Kinderreime zum Vorlesen und Trösten. Mosaik, München 1997, ISBN 3-576-11022-4.
- Vivian Weigert und Edda Köchl (Ill.): Stillen. Die schönste Zeit mit dem Baby. Mosaik, München 1993, ISBN 3-576-10223-X.
- Cornelia Nitsch und Edda Köchl (Ill.): Das andere Babytagebuch. Mosaik, München 1991, ISBN 3-576-06599-7.
- Sabine Schwabenthan, Vivian Weigert und Edda Köchl (Ill.): Mutter & Kind. Schwangerschaft, Geburt, die ersten Lebensjahre. Mosaik, München 1990, ISBN 3-570-05083-1.
- Günter Eich und Edda Köchl (Ill.): Der 29. Februar. Ein Märchen. 1. Auflage. Insel Verlag, Frankfurt a. M. 1982, ISBN 3-458-32316-3.
- Faust (Band): So Far. Vinyl, Album, Polydor, 1972.